# Gefährliche Begegnung (1944)
Gefährliche Begegnung (Alternativtitel: Die Frau im Fenster, Originaltitel: The Woman in the Window) ist ein US-amerikanischer Film noir des deutsch-österreichischen Regisseurs Fritz Lang aus dem Jahr 1944. Er basiert auf dem Roman Die Frau im Fenster (Originaltitel: Once Off Guard, später: The Woman in the Window) von J. H. Wallis.

## Handlung
Frau und Kinder von Richard Wanley, einem angesehenen College-Professor mittleren Alters, sind über die Hundstage von New York aufs Land verreist. Er zeigt sich fasziniert von dem Gemälde einer jungen Frau, das im Schaufenster einer Kunstgalerie neben seinem Gentlemen’s Club ausgestellt ist. Im Club trifft er sich mit zwei Freunden, dem Bezirksstaatsanwalt Frank Lalor und dem Arzt Michael Barkstane, die den sich alt fühlenden Wanley vergeblich zum Besuch eines Nachtclubs überreden wollen. Wanley liest stattdessen lieber im Gentlemen’s Club im Hohenlied und wird dabei schläfrig.
Nach dem Besuch seines Clubs lernt Wanley die auf dem Gemälde dargestellte Alice Reed beim Betrachten des Porträts kennen. Er begleitet sie nach Hause und ist ganz eingenommen von ihr. Der Abend erlebt eine dramatische Wendung, als Alices Liebhaber, der Unternehmer und Millionär Claude Mazard, plötzlich auftaucht. Er stürzt sich eifersüchtig auf Wanley und versucht ihn zu erwürgen. Wanley tötet Mazard in Notwehr mit einer Schere. Er und Alice einigen sich darauf, den Mord zu vertuschen, und Wanley versteckt die Leiche in einem nahe gelegenen Waldstück.
Bei der Beseitigung der Leiche werden jedoch zahlreiche Fehler gemacht und Spuren hinterlassen: An einer Brücke mit Mautstelle lässt Wanley das Geldstück fallen und muss umständlich nach einem neuen suchen. Auf diese Weise kann sich der Brückenwächter sein Fahrzeug einprägen. Im Wald hinterlässt Wanley Reifenspuren und Fußabdrücke, die später von der Polizei gefunden werden. An einem Stacheldraht im Wald zerreißt er sich seinen Anzug und verletzt sich, so dass die Polizei später Stoffreste und Blutspuren findet. Da er nicht weit genug in den Wald hineingehen kann, wird die Leiche bald von einem Pfadfinder gefunden. Nachdem Mazard gefunden wurde, übernimmt Wanleys Freund, der Bezirksstaatsanwalt Frank Lalor, die Ermittlungen in dem Fall. Wanley fürchtet, dass sich angesichts der vielen Anhaltspunkte die Hinweise auf seine Person bald verdichten könnten, wird unsicher und macht immer wieder leichtsinnige Bemerkungen. Dennoch scheint Lalor keinen Verdacht gegen ihn zu hegen.
Die Situation spitzt sich zu, als Wanley und Alice Reed von Mazards vorbestraftem Leibwächter Heidt erpresst werden. Dieser weiß von dem Mord und sammelt in Reeds Wohnung Beweisstücke, darunter die Taschenuhr des Opfers, um die beiden unter Druck setzen zu können. Reed und Wanley können zwar die geforderte Geldsumme auftreiben, beschließen aber, um eventuelle zukünftige Erpressungen auszuschließen, Heidt zu töten. Als der Plan, Heidt zu vergiften, misslingt, sieht Wanley keinen Ausweg mehr und nimmt eine Überdosis Schlafmittel. Der Fall erfährt jedoch eine überraschende Wendung, als der von der Polizei gesuchte Heidt bei einem Feuergefecht von einem Polizisten erschossen wird, nachdem er Reeds Wohnung verlassen hat. In seinen Taschen findet man Mazards Uhr, was die Polizei zu dem Schluss veranlasst, Heidt sei der gesuchte Mörder. Reed ruft Wanley an, um ihm davon zu erzählen, doch dieser liegt bereits im Sterben.
An dieser Stelle erwacht Wanley in einem Sessel seines Clubs. Es stellt sich heraus, dass alles nur ein Traum war: der Angestellte an der Garderobe sieht aus wie Mazard, der Clubportier wie Heidt. Als Wanley kurz darauf beim abermaligen Betrachten des Porträts wieder von einer Frau angesprochen wird, flüchtet er panisch.

## Hintergrund
Gefährliche Begegnung war die erste Produktion des unabhängigen Filmstudios International Pictures Inc., das der Drehbuchautor Nunnally Johnson ein Jahr zuvor gegründet hatte.
Der Film basiert auf dem Roman Once Off Guard von J. H. Wallis, der in späteren Neuauflagen analog zum Filmtitel in The Woman in the Window umbenannt wurde. Die Schlussszene bzw. Traum-Auflösung, die im Buch nicht existiert, wurde entgegen der landläufigen Meinung nicht von der Hays-Zensurbehörde aufgezwungen, sondern gehörte zu Langs Intention. Lang äußerte, ein Filmende, das vom Selbstmord oder der Hinrichtung des Professors gehandelt hätte, sei ihm zu defätistisch gewesen: „Ein Mensch wäre gefangen und bestraft für einen Mord, den er in einem einzigen Moment fehlender Kontrolle beging.“
Die Premiere fand am 3. November 1944 statt. In der Bundesrepublik Deutschland wurde der Film erstmals am 20. Juli 1950 gezeigt. Er ist auch unter den Titeln Die Frau im Fenster bzw. Die Frau am Fenster bekannt.
1945 arbeitete Fritz Lang für Straße der Versuchung erneut mit Edward G. Robinson, Joan Bennett und Dan Duryea zusammen.

## Kritik
Dieter Krusche schreibt, Gefährliche Begegnung sei ein „gut inszenierter und gut gespielter Film, in dem abermals – wie häufig bei Lang – ein Mensch von einem unerbittlichen Schicksal verfolgt wird.“ In seiner „düsteren Konsequenz“ sowie seiner Stilistik handele es sich bei Gefährliche Begegnung um einen Film noir, wobei viele Kritiker Lang das Filmende verübelt hätten. Cornelius Schnauber verweist auf das Jahr 1944, in dem eine so offene Thematisierung der Abgründe der Begierde noch unmöglich gewesen sei, weshalb Lang auf das Traummotiv ausgewichen sei. „Bis zu dieser überraschenden Schlusszene erleben wir jedoch alles ganz real, so dass sich an den innersten Begierden des sonst so braven Bürgers sowie dessen möglichen Verwicklungen in ein Verbrechen für den Zuschauer nichts mehr ändert.“

„Hintergründige Kriminalunterhaltung […] Mit meisterhafter Beherrschung der formalen Mittel schildert Fritz Lang den Einbruch eines unausweichlichen, bösen Schicksals über einen respektablen Bürger. Die ironische Schlußpointe gibt dem psychologisch austarierten Film nochmals eine Wende.“

„Das letzte Quentchen Ernst und Konsequenz fehlt dem Film. Er hat Lust daran, dem Publikum die (in anderen Fritz-Lang-Filmen gerne gnadenlos zum Einsatz gebrachten) Folterwerkzeuge zu zeigen: einen sympathischen Helden auf dem Weg in sein Unglück, seine verhängnisvollen Fehler, ausweglose Verstrickung – um dann immer wieder unmotivierte Auflösungen in Wohlgefallen des Wegs kommen zu lassen. Das macht Gefährliche Begegnung zu einer interessanten Variation im Langschen Oeuvre, die mit dem Drehbuchautor und Produzenten Nunnally Johnson gewiss viel zu tun hat, eines seiner großen Meisterwerke ist der Film aber nicht.“

## Auszeichnungen
- Hugo Friedhofer und Arthur Lange waren 1946 für den Oscar für die Beste Filmmusik nominiert.

## Synchronisation
Die Synchronisation führte 1950 die RKO Synchron Abteilung in Berlin durch, Reinhard W. Noack verfasste das Dialogboch und führte auch die Dialogregie.
| Rolle                    | Darsteller         | Synchronsprecher |
| ------------------------ | ------------------ | ---------------- |
| Prof. Richard Wanley     | Edward G. Robinson | Alfred Balthoff  |
| Alice Reed               | Joan Bennett       | Ilse Steppat     |
| Staatsanwalt Frank Lalor | Raymond Massey     | Erich Fiedler    |
| Dr. Michael Barkstane    | Edmund Breon       | Albert Johannes  |
| Tim Heidt                | Dan Duryea         | Werner Peters    |

## Belege
1. ↑   Freigabebescheinigung für Gefährliche Begegnung. Freiwillige Selbstkontrolle der Filmwirtschaft, Januar 2011 (PDF; Prüfnummer: 11 27V V).
2. ↑  Nicholas Smedley: A Divided World: Hollywood Cinema and Émigré Directors in the Era of Roosevelt and Hitler., 1933–1948, Intellect/The University of Chicago Press, Bristol/Chicago 2011, S. 113.
3. 1 2  Dieter Dürrenmatt: Fritz Lang - Leben und Werk. Basel 1982, S. 142.
4. ↑  Gefährliche Begegnung bei IMDb
5. ↑  Gefährliche Begegnung im Verzeichnis des American Film Institute, abgerufen am 22. Februar 2021.
6. 1 2  Gefährliche Begegnung. In: Lexikon des internationalen Films. Filmdienst, abgerufen am 22. Februar 2021..
7. ↑  Dieter Dürrenmatt: Fritz Lang - Leben und Werk. Basel 1982, S. 141.
8. ↑  Rezension von Ekkehard Knörer auf Jump-cut.de, abgerufen am 2. März 2013.
9. ↑  Gefaehrliche Begegnung (1944). In: Synchrondatenbank.de. Abgerufen am 6. November 2021.
10. ↑  Gefährliche Begegnung. In: Deutsche Synchronkartei. Abgerufen am 6. November 2021.